# SOPMOD

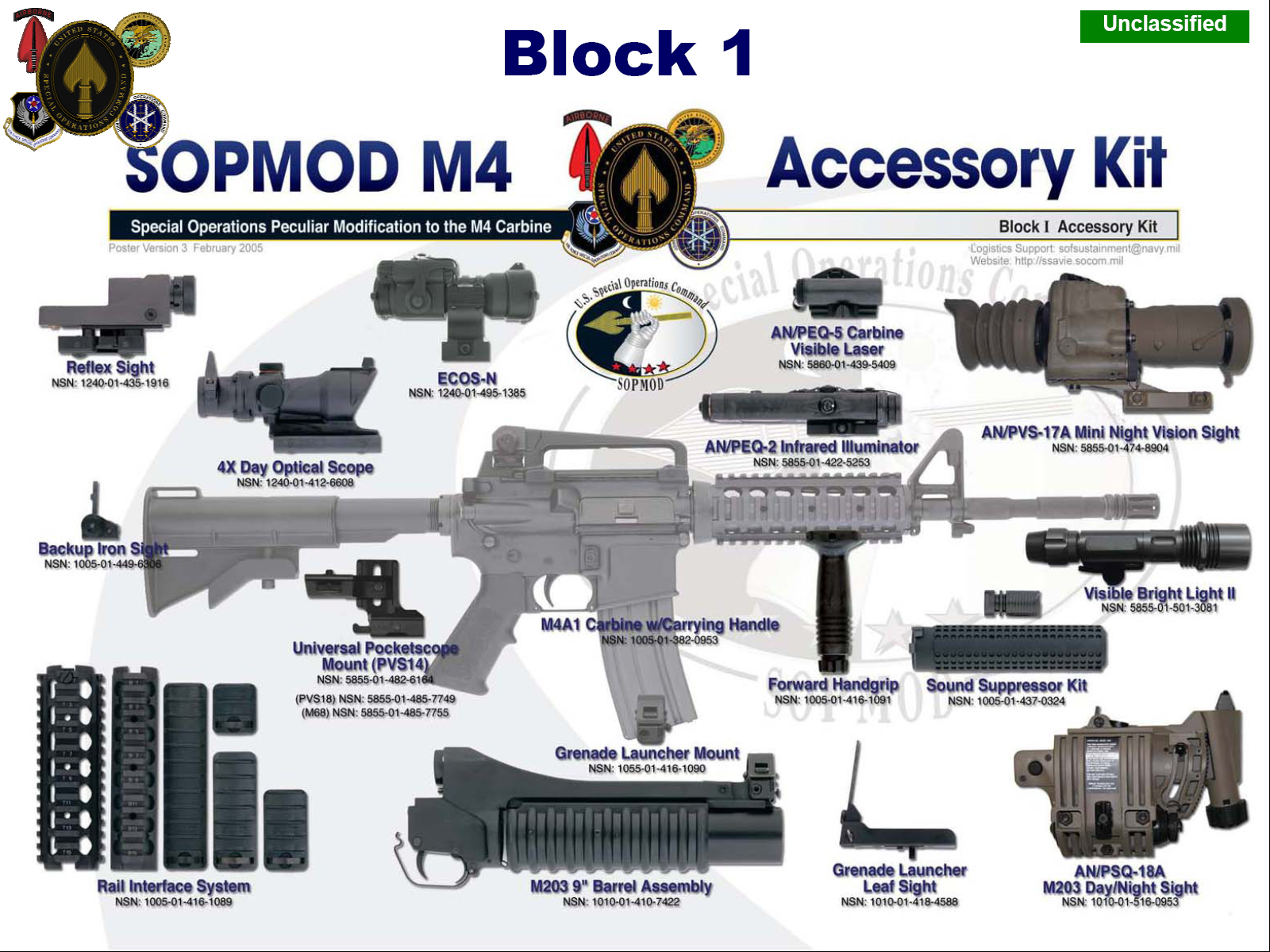
Il kit SOPMOD

Il kit SOPMOD (acronimo per Special Operations Peculiar Modification) è un insieme di accessori per i fucili d'assalto M4A1 ed FN SCAR, usati dal Comando delle Operazioni Speciali degli Stati Uniti. 
Il kit permette di configurare il fucile in base alle preferenze individuali e di adattarlo alla missione da svolgere.

## Componenti
Il kit originale SOPMOD (Block 1) comprendeva:
Quattro pezzi per ogni accessorio:
- Impugnatura Rail Interface System prodotta dalla Knight's Armament Company (KAC)
- Impugnatura verticale (KAC)
- Mirino metallico
- Advanced Combat Optical Gunsight TA01NSN 4x32mm prodotto dalla Trijicon
- Mirino ottico "ECOS-N" (una variante dell'Aimpoint CompM2)
- Tracolla da combattimento
- Mirino con visore notturno AN/PVS-14

Due pezzi per ogni accessorio:
- Mirino laser/luce infrarossa AN/PEQ-2 prodotto dalla Insight Technology
- Torcia Visible Bright Light II (Insight Technology)
- Mirino red dot RX01M4A1 della Trijicon
- Silenziatore (KAC)

Un pezzo per ogni accessorio:
- Supporto per lanciagranate M203 (KAC)
- Mirino per lanciagranate
- M203 con canna ridotta da 9 pollici
- Laser visibile AN/PEQ-5 (IT)
- Mirino con visore notturno AN/PVS-17A
- Mirino con visore notturno AN/PSQ-18A per l'M203
- Borsa per trasportare gli accessori